# Edwin T. Layton
Edwin Thomas Layton (7 avril 1903 - 12 avril 1984) était un rear admiral de la marine américaine. Il est surtout connu pour son travail en tant qu'officier du renseignement avant et pendant la Seconde Guerre mondiale. Il a été un personnage clé du renseignement américain dans la guerre du Pacifique.

## Jeunesse
Edwin Thomas Layton est né le 7 avril 1903 à Nauvoo, dans l’Illinois, fils de George E. Layton et de sa femme Mary C. Layton. Layton a fréquenté l'Académie navale des États-Unis à Annapolis, Maryland où il a obtenu son diplôme en 1924. Layton passa cinq ans avec la flotte du Pacifique à bord du cuirassé USS West Virginia puis du destroyer USS Chase.

## Carrière navale

### Début de carrière
En 1929, Layton faisait partie du petit nombre d'officiers de marine choisis pour se rendre au Japon pour y suivre une formation linguistique. Lors de son voyage au Japon, il rencontra à de nombreuses reprises un autre jeune officier de marine, Joseph J. Rochefort, affecté à la même tâche. Tous deux devinrent des officiers du renseignement, Rochefort se spécialisant dans le décryptage de communication et Layton utilisant des informations de renseignement dans la planification de guerre. Layton et Rochefort, qui se trouvaient tous deux à Pearl Harbor, ont travaillé en étroite collaboration au cours des mois précédant l'attaque, tentant notamment de cerner les aspects du contexte international. Ils ont collaboré encore plus étroitement lors du mois précédant la bataille de Midway. Ils ont tous deux apporté des contributions remarquables à cette victoire.
Layton a été affecté en tant qu'attaché de la marine à l'ambassade américaine à Tokyo où il est resté trois ans. Il y rencontre l'amiral Isoroku Yamamoto à plusieurs reprises. Il a passé les quatre derniers mois à Beijing en tant qu’attaché de marine adjoint à la légation américaine. Ses compétences linguistiques et sa maîtrise du japonais se sont révélées être des atouts lors de sa participation à la Guerre du Pacifique en tant officier du renseignement.
Au cours des années 1930, Layton accomplit deux missions de service au Bureau du renseignement de la marine du département de la Marine, en 1933 puis de 1936 à 1937, mais il fut également affecté à la marine. Il a passé trois années sur le cuirassé Pennsylvania et a reçu des éloges pour son excellence en matière de tir. En 1937, il revint à Tokyo pour deux ans en tant qu'attaché de marine adjoint à l'ambassade américaine. Cela a été suivi par une période de service d'un an en tant que commandant du destroyer USS Boggs (DD-136) (en).
Exactement à un an de la veille de l'attaque de Pearl Harbor, Layton devient l'officier du renseignement de combat de l'état-major de l'amiral E. Kimmel. La flotte américaine du Pacifique, est redéployée par Roosevelt de sa base de San Diego, Californie vers Pearl Harbor malgré les protestations répétées et justifiées de l'amiral James O. Richardson (en). Celui-ci est relevé de son poste et remplacé par Kimmel le 1er février 1941. Layton est alors responsable de tous les renseignements dans la région de l'océan Pacifique.

### Seconde Guerre mondiale
Layton est convaincu du rôle majeur des informations déchiffrées dans les opérations de planification de guerre. Il a de puissants partisans en l'amiral Kimmel et l'amiral Nimitz.
Le livre de Layton décrit comment Kimmel et son homologue de l'armée à Pearl Harbor, le général Walter C. Short, ont servi de boucs émissaires pour les échecs de leurs supérieurs à Washington. Layton accuse l'amiral Richmond K. Turner en particulier d'avoir monopolisé à Washington le renseignement naval, qui aurait alerté Kimmel et son personnel sur l'imminence de l'attaque et sur le fait que Pearl Harbor pouvait être la cible de cette attaque.
L’argumentation de Layton est détaillée et complète, mais il soutient principalement que, bien que les spécialistes à Washington ont réussi à déchiffrer le code diplomatique japonais le plus élevé, Purple, peu de ces informations ont été mises à la disposition des commandants sur le terrain, à l'exception du général Douglas MacArthur, aux Philippines, qui n'a pas agi, non seulement avec les informations de Purple, mais même après avoir su que Pearl Harbor avait été attaqué. Les informations diplomatiques qui leur ont été refusées contenaient non seulement des données sur l'imminence de la guerre, mais aussi des messages envoyés d'Honolulu à Tokyo par Takeo Yoshikawa, l'espion japonais envoyé pour observer et rendre compte quotidiennement de la position exacte des navires dans le port, à l'aide d'un système de grilles qui était conçu pour cibler les torpilles et les bombes. Les supérieurs de Turner, y compris son chef, le chef des opérations navales, l'amiral Harold Rainsford Stark, et même le général George Marshall, sont aussi accusés, même si certains détails sont toujours absents du compte rendu officiel.
Forrest Biard (en), un autre linguiste de la marine, qui fait partie du dernier groupe à avoir été envoyé au Japon pour des études de langue, a travaillé pour l'équipe HYPO de Rochefort dès son départ du Japon en 1941. HYPO était situé dans un sous-sol, surnommé « Le Donjon » par les membres de l'équipe. Dans un discours prononcé devant la National Cryptologic Museum Foundation Biard décrit Layton comme le sixième membre de l'équipe composée de cinq membres (Joseph J. Rochefort, Joe Finnegan, Alva B. Lasswell, Wesley A. Wright et Thomas Dyer) qui a découvert l'information qui était essentielle pour gagner la bataille de Midway, après la bataille de la mer de Corail.
Il caractérise ainsi Layton :
Joe Rochefort et Eddie Layton étaient de longue date des amis proches. Ils avaient étudié le japonais ensemble à Tokyo de 1929 à 1932. Ici à Pearl Harbor ils travaillaient ensemble en complète harmonie, formant une équipe presque parfaite. Rochefort fournissait à Layton de remarquablement claires et fiables estimations et analyses. Layton, vif d'esprit, pouvait alors ajouter des commentaires et des suggestions d'analyses complémentaires. Après cela il devait vendre le produit final à l'amiral Nimitz. Grâce au ciel, un amiral Nimitz sous pression apprit rapidement à faire confiance au duo Rochefort/Layton, qui lui apporta cette information restreinte, hautement secrète, que d'autres membres de son équipe était enclins à mettre à bas en tant que conjecture. »
En mai 1942 en particulier, Layton et l'équipe de Rochefort luttèrent contre les responsables à Washington autant que les Japonais - à la fois pour savoir où la prochaine attaque aurait lieu et quand elle se produirait. Washington pensait à Port Moresby ou aux Aléoutiennes à la mi-juin, tandis que Rochefort et Layton tablait sur les îles Midway, la première semaine de juin. L'histoire de la façon dont l'équipe de Rochefort a triomphé est racontée dans l'article de Rochefort et plus en détail dans le livre de Layton. Nimitz mérite le plus grand éloge pour s'être rendu compte que son analyse était plus sérieuse, ce pour quoi Layton mérite beaucoup d'admiration, et pour avoir risqué la colère de son patron à Washington, l'amiral King. Le choix de l'amiral Raymond Spruance pour remplacer l'amiral William F. Halsey hospitalisé, était également judicieux, tout comme la décision antérieure de conserver les agents de renseignement de Kimmel.
Layton est resté au sein de l'état-major de la flotte du Pacifique jusqu'en février 1945, suivi d'une mission de trois ans en tant que commandant du US Naval Net Depot à Tiburon, en Californie. Dans le même temps, l'amiral Chester Nimitz, reconnaissant les contributions de Layton, l'invita à la baie de Tokyo lorsque les Japonais se capitulent officiellement le 2 septembre 1945.
Layton a de nouveau occupé le poste de service de renseignement sous la forme d'une mission de deux ans en tant que premier directeur de la Naval Intelligence School à Washington DC.

### Guerre de Corée
À partir de 1950, Layton passa six mois en tant qu'officier du renseignement dans l'état-major du commandant du 14e district naval à Hawaii. Ses compétences en matière d'évaluation et d'interprétation attentive des événements ont été vitales au début du conflit. En 1951, il occupa son ancien poste d'officier du renseignement de la flotte au sein du personnel du commandant en chef de la flotte du Pacifique, pour une période de deux ans.
En 1953, la guerre terminée, Layton est affecté au personnel des Joint Chiefs, où il est sous-directeur du renseignement, puis sous-directeur. Avant de prendre sa retraite, il était directeur de l’École du renseignement naval à la station de réception navale de Washington, DC.

## Retraite
Layton a pris sa retraite en 1959. Il travailla pour la Northrop Corporation en tant que directeur des opérations en Extrême-Orient à Tokyo, au Japon, de 1959 à 1963. Il prend sa retraite de Northrop en 1964 et s'installe à Carmel, en Californie. Ce n'est que dans les années 1980 que de nombreux documents sur Pearl Harbor et Midway ont été déclassifiés.
Son livre, And I Was There: Pearl Harbor and Midway — Breaking the Secrets, publié en 1985, a été écrit avec les co-auteurs Roger Pineau et John Costello, l’année suivant le décès de Layton. Comme il ressort des remerciements du livre, son épouse, Miriam, a aidé à la publication du livre en encourageant non seulement l'amiral à écrire son récit, mais également en donnant à ses collaborateurs l'accès à ses notes de recherche et à ses communications après sa mort.

## Dans la culture
Les actes de Layton ont inspiré le personnage de Matthew Garth dans le film Midway (1976). En 2019, il est interprété par l'acteur Patrick Wilson dans le film Midway (2019),.